# Peter Baden-Powell
Arthur Robert Peter Baden-Powell, II barón Baden-Powell, baronet, miembro de la Real Sociedad de las Artes (30 de octubre de 1913-9 de diciembre de 1962) fue hijo del teniente general Robert Baden-Powell, I Barón Baden-Powell, fundador del escultismo, y de Olave Saint Claire Soames. También fue sobrino de Agnes Baden-Powell, Baden Baden-Powell, y Warington Baden-Powell, y nieto de Baden Powell. Peter fue nombrado así debido a la patente admiración que su padre sentía por la obra de teatro Peter Pan y Wendy de James Barrie. De hecho, el propio B.P. reconoció tomar el nombre de Peter para nombrar a su hijo al igual que el nombre de su hija Wendy, inspirado en la obra.

## Antecedentes
Se casó con Carine Crause-Boardman el 3 de enero de 1936. La pareja tuvo dos hijos y una hija:
- Robert Crause, nacido el 15 de octubre de 1936, más tarde III barón Baden-Powell, quien se casaría con Patience Helene Mary Batty (1936-2010) en 1963.
- David Michael, nacido el 11 de diciembre de 1940, quien se casó con Joan Phillips Berryman, y tuvo tres hijos. Se mudaron a Melbourne, Australia.
- Wendy Dorothy, nacida el 16 de septiembre de 1944. Se mudó para Melbourne, Australia.

Baden-Powell fue, igual que su padre, educado en la escuela Charterhouse, Godalming, Surrey, Inglaterra en la Real Academia de Sandhurst, Berkshire. Sirvió en la British South Africa Police entre 1934 y 1937. Estuvo en el Departamento de Asuntos Nativos de Rodesia del Sur entre 1937 y 1945. Fue elegido miembro de la Compañía de Mercers in 1948. Fue sucesor al título de II Barón Baden-Powell, de Gilwell, Essex el 8 de enero de 1941. Fue investido como miembro de la Real Sociedad de las Artes (R.S.A.). Murió en 1962 a los 49 años.
Peter estuvo involucrado en el escultismo. Fue, hasta su muerte, decano de La hermandad B-P de viejos Scouts. Durante una visita en Austria en 1957 fue condecorado con uno de los más grandes honores del escultismo austriaco el Silbernen Steinbock (am rot-weiß-roten Band), capricornio de plata.
En mayo de 1952 también visitó Poole en Dorset, como parte de una invitación de Lord Llewellyn, barón de Upton. Lord Llewellyn fue en ese tiempo jefe de tropa de la 1.er tropa scout de Hamworthy, una tropa que fue iniciada por algunos de los muchachos quienes acamparon con B.P. en 1907. A su vez, durante la visita, Peter Baden-Powell inauguró el nuevo salón Scout para el grupo que se construyó después de la recaudación de fondos organizada por Lord Llewellyn.
Peter también fue agente especial en la fuerza de policía de la Ciudad de Londres.
Carine Crause-Boardman nació en 1913 y murió el 14 de mayo de 1993. Fue enfermera.

## Heráldica

Escudo de Armas del 1r Barón de Gilwell

Escudo de armas comenzado a usar por el I Barón Baden-Powell de Gilwell.
- Cimera
  - Primera: león pasante de oro, en la garra una lanza rota inclinada, pendiendo de ella por una cinta de gules un escudo descansando sobre la corona de sable cargado de una punta de lanza de oro (Powell);
  - Segunda: saliendo de una corona castrense de oro, medio león rampante de gules, coronado de oro con la misma corona, cargado sobre el hombro de una cruz paté en argén y sosteniendo con las garras una espada guarnecida de oro (Baden).
- Corona. Corona de barón.
- Blasón. Cuadrantes:
  - 1° y 4°: de faja de oro y argén, un león rampante de gules entre dos lanzas erectas (Powell);
  - 2° y 3°: de argén, un león rampante coronado con una corona castrense de oro entre cuatro cruces paté de gules y las mismas flores de lis de azur alternadas (Baden).
- Tenantes
  - Diestra: Un oficial del 13°/18° regimiento de Husares en uniforme completo y la espada desenvainada sobre el hombro.
  - Siniestra: Un Scout sosteniendo un bordón.
- Lema. Ar Nyd Yw Pwyll Pyd Yw (Donde hay constancia, habrá un Powell).